# 鲁基滕
鲁基滕是德国梅克伦堡-前波美拉尼亚州的一个市镇。总面积12.39平方公里，总人口315人，其中男性167人，女性148人（2011年12月31日），人口密度25人/平方公里。